# Kobłewe
Kobłewe (ukr. Коблеве) – wieś na Ukrainie, w obwodzie mikołajowskim, w rejonie mikołajowskim. W 2001 liczyła 2385 mieszkańców, spośród których 1751 wskazało jako ojczysty język ukraiński, 471 rosyjski, 84 mołdawski, 1 bułgarski, 6 białoruski, 55 ormiański, 10 gagauski, a 7 inny.